# Ingrid Andree
Ingrid Andree (n. 19 ianuarie 1931, Hamburg, Republica de la Weimar) este o actriță germană. 
De la debutul ei în 1951, a apărut în peste cincizeci de filme de cinema și filme de televiziune.

## Biografie
Ingrid Andree este fiica unui importator de cafea. După ce a terminat studiile liceale, ea a absolvit formarea la cursurile de actorie ale Școlii de teatru din Hamburg (Hochschule für Musik und Theater Hamburg) sub conducerea lui Eduard Marks. După absolvirea examenelor finale, a primit primul ei rol la Teatrul Thalia în 1951 în piesa O lună la țară de Turgheniev.
În același timp, și-a început cariera de actorie ca o tânără actriță populară în cinematografia anilor 1950. Și-a făcut debutul în film în Profesorul Nachtfalter, iar în același an a jucat primul ei rol principal în Primanerinnen de Rolf Thiele, alături de Walter Giller și Erich Ponto. Cel mai solicitant și de succes film al ei din anii 1950 a fost adaptarea Mărturisirile escrocului Felix Krull a lui Thomas Mann, în 1957. Ea a jucat pe Zouzou, Liselotte Pulver în rolul Zaza și Horst Buchholz în rolul Felix Krull.
Între timp, ea a câștigat experiență ca actriță de teatru. În 1958, John Olden a adaptat pentru televiziune piesa lui John Osborne Privește înapoi cu mânie, unde Andree a jucat rolul principal feminin alături de Horst Frank.
Ultimele sale succese cinematografice au fost thrillerul polițist umoristic Peter Voss, hoțul milionar în 1958 cu O. W. Fischer în rolul lui Peter Voss și adaptarea după literatură Restul e tăcere în 1959, regizat de Helmut Käutner, o adaptare a piesei Hamlet cu Hardy Krüger și Peter van Eyck, transpusă în film în perioada de după cel de-al doilea război mondial. După aceea s-a concentrat asupra teatrului. Aparițiile ei la televiziune în anii 1960 au fost de asemenea, în primul rând adaptări de teatru. Din 1969, ea a lucrat în mare parte la teatru și a fost văzută doar rar la televizor.
Andree a dublat vocile a numeroase actrițe din limbi străine, printre care: Olivia de Havilland în Moștenitoarea, Jean Simmons în Pasărea spinului și Schatten um Dominique și vocea lui Ingrid Thulin în Cușca căsătoriei. Vocea ei este, de asemenea, familiară unui public larg prin rolul Prințesei Konstantia din serialul radiofonic Hui Buh. Actrița este membră a Academiei Libere de Arte din Hamburg din 1986.
Ingrid Andree a fost căsătorită cu actorul Hanns Lothar din 1959 până în 1965. Actrița Susanne Lothar (1960–2012) provine din căsătorie.

## Filmografie selectivă
- 1951 Professor Nachtfalter
- 1951 Primanerinnen
- 1951 Fridolin (Oh, du lieber Fridolin), regia Peter Hamel
- 1953 Liebeserwachen
- 1954 Sanatorium total verrückt
- 1954 … und ewig bleibt die Liebe
- 1954 Culisele varieteului (Drei vom Varieté), regia Kurt Neumann
- 1955 Die Frau des Botschafters
- 1955 Oberwachtmeister Borck
- 1955 Du darfst nicht länger schweigen
- 1955 Roman einer Siebzehnjährigen
- 1955 Ihr Leibregiment
- 1956 Mein Bruder Josua (teils unter dem Titel Der Bauer vom Brucknerhof)
- 1956 Verlobung am Wolfgangsee
- 1956 Die liebe Familie
- 1957 Mărturisiri ale impostorului Felix Krull
- 1957 Wie schön, daß es dich gibt
- 1958 Ein Stück vom Himmel
- 1958 Blick zurück im Zorn
- 1958 Wiener Luft
- 1958 … und nichts als die Wahrheit
- 1958 Peter Voss, der Millionendieb
- 1958 Schlag auf Schlag
- 1959 Restul e tăcere (Der Rest ist Schweigen), regia Helmut Käutner
- 1960 Sturm im Wasserglas
- 1961 Treibjagd auf ein Leben
- 1962 Nachts ging das Telefon
- 1964 Polizeirevier Davidswache
- 1987 Robert Wilson and the Civil Wars
- 1996 Tränen aus Stein
- 2010 Transfer